# Eurata herrichi
Eurata herrichi là một loài bướm đêm thuộc phân họ Arctiinae, họ Erebidae.